# 手紙バラエティ 三丁目のポスト
『手紙バラエティ 三丁目のポスト』（てがみバラエティ さんちょうめのポスト）は、テレビ東京系列局ほかで放送されていたバラエティ番組である。テレビ大阪と共同テレビの共同製作。テレビ東京系列局では2007年7月2日から2008年3月17日まで、毎週月曜 20:00 - 20:54 （日本標準時）に放送。初回は19:00からの2時間スペシャルで放送。

## 概要
2007年3月24日（土曜） 19:00 - 20:54にテレビ大阪で放送された特別番組『三丁目のポスト』を全国ネット用にアレンジ・レギュラー化したものである。このパイロット版では久本雅美と陣内智則が司会を務めていたが、同年7月2日からのレギュラー版では中山秀征と小島奈津子が務めていた。
番組は主に、芸能人やスポーツ選手などの著名人が自ら「一通の手紙」を書き、リポーター（いない場合もあり）とともにその手紙を宛てた人物へ直接手紙を渡しに行く模様を放送していた。また、それにまつわる涙あり、笑いありのエピソードも紹介していた。スタジオパートでは司会と各回のゲストによるトークが行われていたほか、手紙の書き方と作法を紹介するコーナーも設けられていた。
番組はその後、2008年1月21日放送分（2時間スペシャルの回）をもって大幅にリニューアル。以後は、昭和時代の流行や風情を紹介する企画がメインになった。

## 司会
- 中山秀征
- 小島奈津子

## スタッフ
- ナレーター：磯部弘、鈴木麻里子、小林俊夫
- プロデューサー：徳岡敦朗（TVO）、河田宣正
- チーフプロデューサー：森川健一・岩谷哲幸（TVO）
- 収録スタジオ：テレビ東京天王洲スタジオ
- 制作協力：R-1、ワイズプロジェクト、テレビジョンフィールド
- 制作：テレビ大阪、共同テレビ

## ネット局

### 同時ネット局
| 放送対象地域   | 放送局               | 系列           | 放送日時           |
| -------------- | -------------------- | -------------- | ------------------ |
| 大阪府         | テレビ大阪【製作局】 | テレビ東京系列 | 月曜 20:00 - 20:54 |
| 関東広域圏     | テレビ東京           | テレビ東京系列 | 月曜 20:00 - 20:54 |
| 北海道         | テレビ北海道         | テレビ東京系列 | 月曜 20:00 - 20:54 |
| 愛知県         | テレビ愛知           | テレビ東京系列 | 月曜 20:00 - 20:54 |
| 岡山県・香川県 | テレビせとうち       | テレビ東京系列 | 月曜 20:00 - 20:54 |
| 福岡県         | TVQ九州放送          | テレビ東京系列 | 月曜 20:00 - 20:54 |
| 岐阜県         | 岐阜放送             | 独立UHF放送局  | 月曜 20:00 - 20:54 |
| 滋賀県         | びわ湖放送           | 独立UHF放送局  | 月曜 20:00 - 20:54 |
| 奈良県         | 奈良テレビ           | 独立UHF放送局  | 月曜 20:00 - 20:54 |
| 和歌山県       | テレビ和歌山         | 独立UHF放送局  | 月曜 20:00 - 20:54 |

### 遅れネット局
| 放送対象地域 | 放送局         | 系列           | 放送日時           |
| ------------ | -------------- | -------------- | ------------------ |
| 宮城県       | 仙台放送       | フジテレビ系列 | 土曜 13:00 - 13:55 |
| 山形県       | 山形放送       | 日本テレビ系列 | 土曜 12:00 - 12:55 |
| 新潟県       | 新潟テレビ21   | テレビ朝日系列 | 金曜 25:15 - 26:10 |
| 石川県       | 北陸放送       | TBS系列        | 水曜 09:55 - 10:50 |
| 三重県       | 三重テレビ     | 独立UHF放送局  | 火曜 20:00 - 20:55 |
| 熊本県       | 熊本県民テレビ | 日本テレビ系列 | 日曜 12:30 - 13:25 |
| 沖縄県       | 琉球朝日放送   | テレビ朝日系列 | 土曜 09:30 - 10:25 |

## 備考
- テレビ大阪の製作番組であるが、東京支社が実制作を行っていたため、収録はテレビ東京天王洲スタジオで行われていた。
- 2007年10月15日放送分では諸般の事情により[なぜ?]、番組内容を変えて放送された。
- カンニング竹山は、局の上層部の人物から「君が出ると視聴率が上がるんだ」と言われ、2007年8月6日放送分で使用したVTR2本のリポーターを務めたが、その回の視聴率は1.8%とゴールデンタイムの番組としては異例の低い数字になった。後日、竹山がその上層部の人物と出会った際に、その人物から見向きもされなかったとのエピソードを関西テレビの『さんまのまんま』に出演した際に明かした。